# کی‌بی‌سی بنک
کی‌بی‌سی بنک (انگلیسی: KBC Bank) شرکت خدمات مالی و بانکداری ایرلندی است، که در سال ۱۹۷۳ تأسیس شد.